# Oddvar Saga
Oddvar Saga (* 2. Januar 1934 in Vegårshei; † 8. Januar  2000) war ein norwegischer Skispringer.

## Werdegang
Saga, der für den Horten SK antrat, startete bei der Vierschanzentournee 1961/62 zu seinem ersten internationalen Turnier. Bereits beim Auftaktspringen auf der Schattenbergschanze in Oberstdorf überraschte er die Konkurrenz mit dem Dritten Rang. Es blieb das beste Einzelergebnis der Tournee. In Garmisch-Partenkirchen und Innsbruck landete er außerhalb der Top 20. Erst in Bischofshofen auf der Paul-Außerleitner-Schanze landete er als Achter wieder unter den besten zehn. In der Gesamtwertung belegte er als bester Norweger mit 830,4 Punkten den 9. Platz.
Saga zählte später zu den Favoriten für das norwegische Team bei den Olympischen Winterspielen 1964 in Innsbruck. Jedoch bekamen Torgeir Brandtzæg, Toralf Engan, Bjørn Wirkola, Hans Olav Sørensen und Torbjørn Yggeseth den Vorrang und starteten für Norwegen.
1993 berichtete die Aftenposten, das Saga neben Ole Colbjørnsen und einem Wolf zu den drei „großartigen norwegischen Persönlichkeiten“ aus Vegårshei gehörte.

## Erfolge

### Vierschanzentournee-Platzierungen
| Saison  | Platz | Punkte |
| ------- | ----- | ------ |
| 1961/62 | 9.    | 830,4  |